# Pardosa oncka
Pardosa oncka är en spindelart som beskrevs av Lawrence 1927. Pardosa oncka ingår i släktet Pardosa och familjen vargspindlar. Inga underarter finns listade i Catalogue of Life.